# Bitwa pod An-Nasirijją
Bitwa pod An-Nasirijją – jedna z pierwszych dużych bitew w trakcie II wojny w Zatoce Perskiej. Ciężkie walki rozegrały się w rejonie miasta An-Nasirijja, leżącego w południowej części Iraku nad Eufratem, w dniach 23–29 marca 2003.
An-Nasirijja w trakcie wojny była siedzibą III Korpusu irackiej armii, złożonego z 11. Dywizji Piechoty, 51. Dywizji Piechoty Zmechanizowanej i 6. Dywizji Pancernej.

## Przebieg bitwy

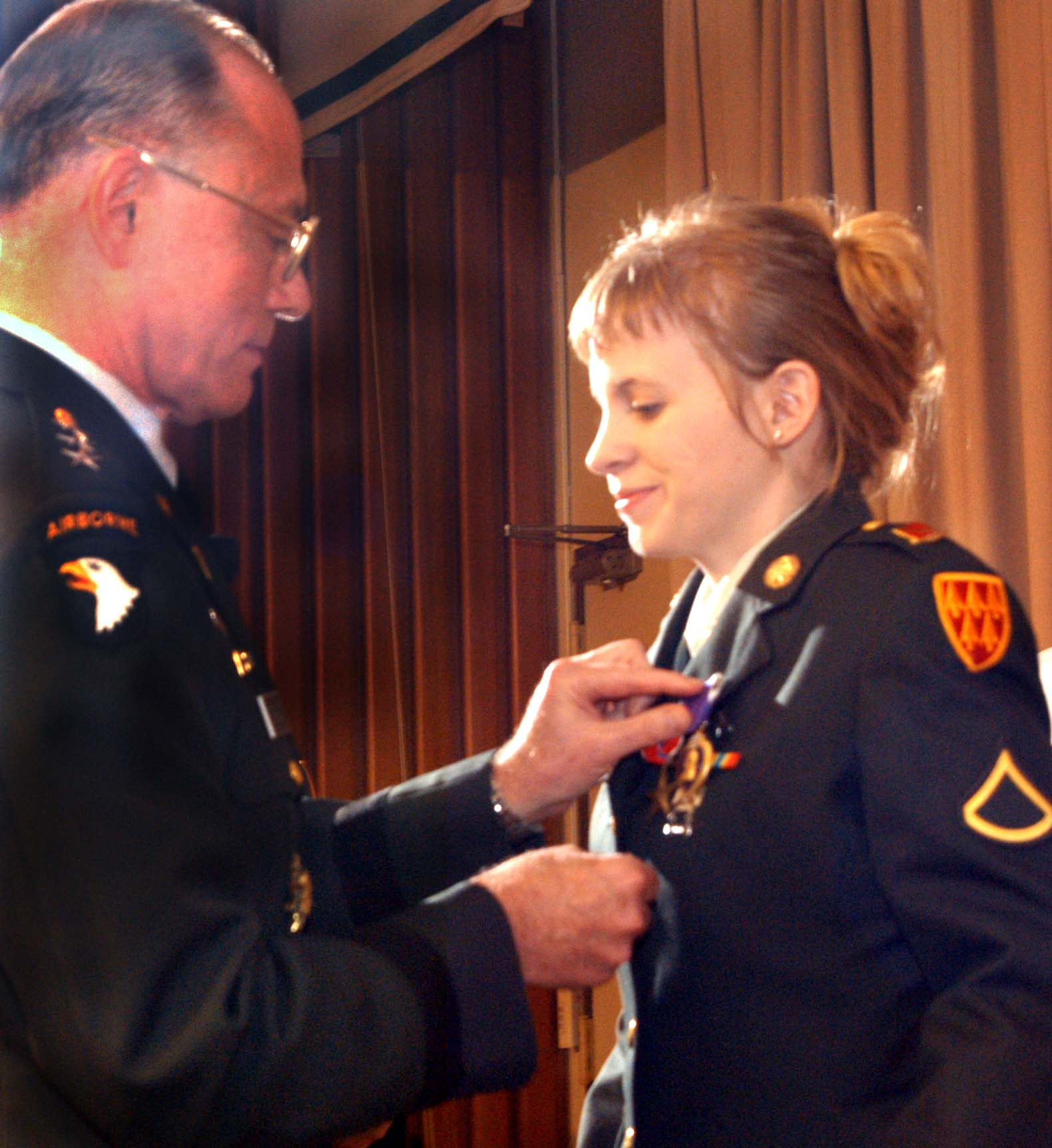
Jessica Lynch – jedna z 6 żołnierzy wziętych do niewoli podczas zasadzki, uwolniona 1 kwietnia

Walki rozpoczęły się 23 marca o godzinie 6:00, kiedy konwój 507. kompanii remontowej US Army (liczący 31 żołnierzy w 18 pojazdach) przejeżdżał przez miasto i został zaatakowany przez Irakijczyków. W zasadzce zginęło 11 Amerykanów, a 6 wzięto do niewoli. Wśród jeńców była kobieta – Jessica Lynch. Żołnierze amerykańscy zostali zaatakowani przez Irakijczyków ukrytych w ciężarówkach poruszających się po autostradzie. W trakcie starcia amerykańska ciężarówka, biorąca udział w konwoju, zdołała uszkodzić iracki czołg typu 69, co było jedyną stratą po stronie irackiej.
Po odsieczy, której zadaniem było uwolnienie żołnierzy z zasadzki i która zakończyła się po 7 rano, walki przeniosły się na północ miasta. Tam 2 Brygada Ekspedycyjna Piechoty Morskiej Task Force Tarawa prowadziła ofensywę mającą na celu zajęcie mostów nad Kanałem Saddama. W starciach tych poległo 18 marines.
Na początku walk oddział lotniczy Pennsylvania Air National Guard ostrzelał omyłkowo amerykański pojazd, zabijając dwóch Amerykanów. Kolejnych 12 poległo w wyniku wymiany ognia w walce o kontrolę nad mostami. W zaciętych walkach w nocy 24 marca czołg M1 Abrams spadł do kanału, w wyniku czego utonęła jego załoga: kapral Evan Tyler James i sierżant Bradley Steven Korthaus.

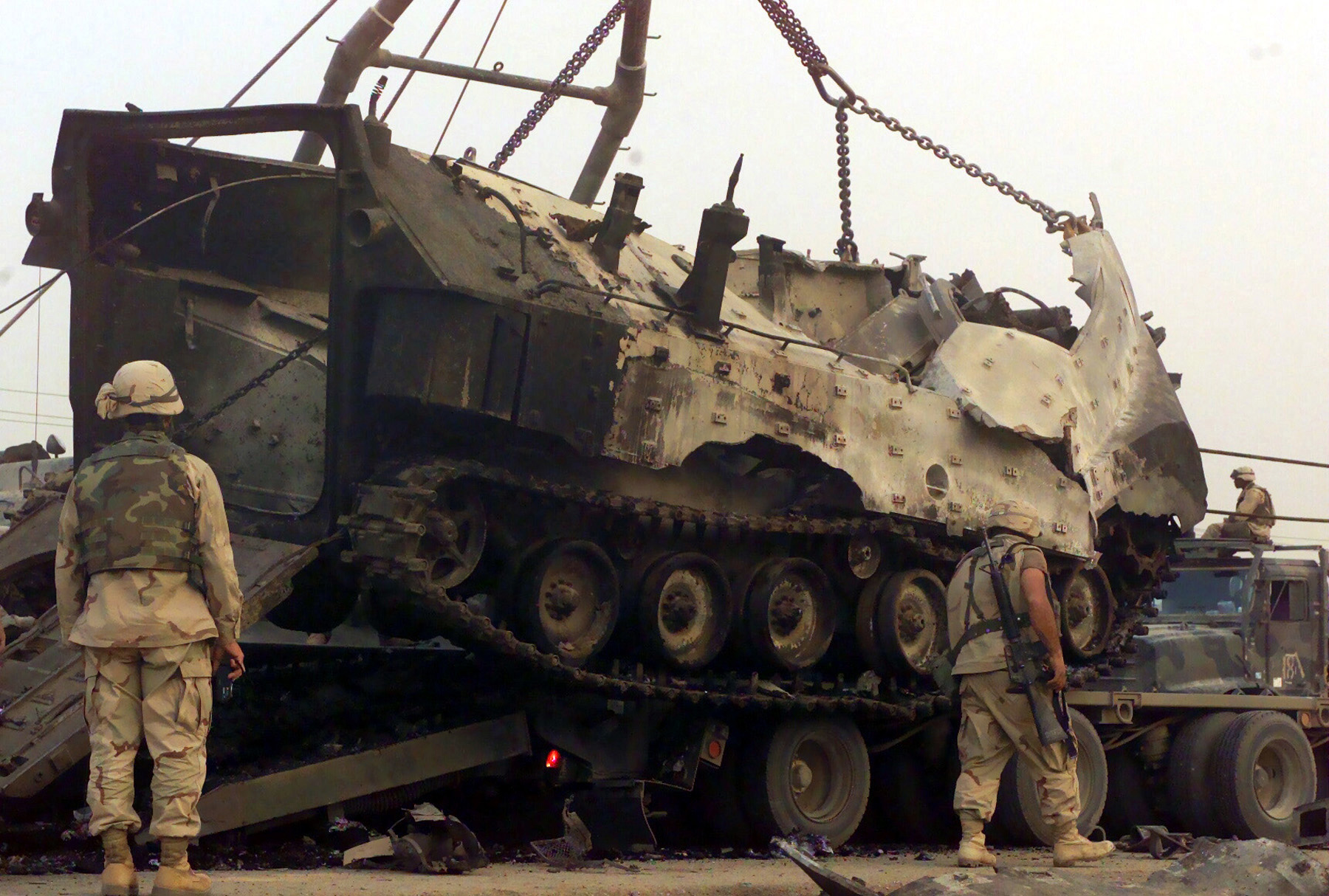
Zniszczony pojazd opancerzony po zasadzce na autostradzie, 23 marca 2003

W następnym dniu walk (24 marca) armia iracka atakowała przeciwnika głównie z zaskoczenia, stosując granatniki przeciwpancerne. 24 marca do jednostek amerykańskich dołączyli Regimental Combat Team 1 (płk Joe Dowdy) oraz Light Armored Reconnaissance Battalion (LAR, ppłk Eddie Ray). LAR atakowało wroga od północnej strony autostrady w An-Nasirijji. W trakcie patrolowania miasta Amerykanie ostrzeliwali napotkanych żołnierzy armii Saddama Husajna z samochodów opancerzonych. Nad miastem latały samoloty wojskowe USA, śmigłowce AH-1 Cobra, a do walki na lądzie przystąpiły czołgi M1A1. W wyniku udanych akcji militarnych LAR usuwał wroga z miasta.

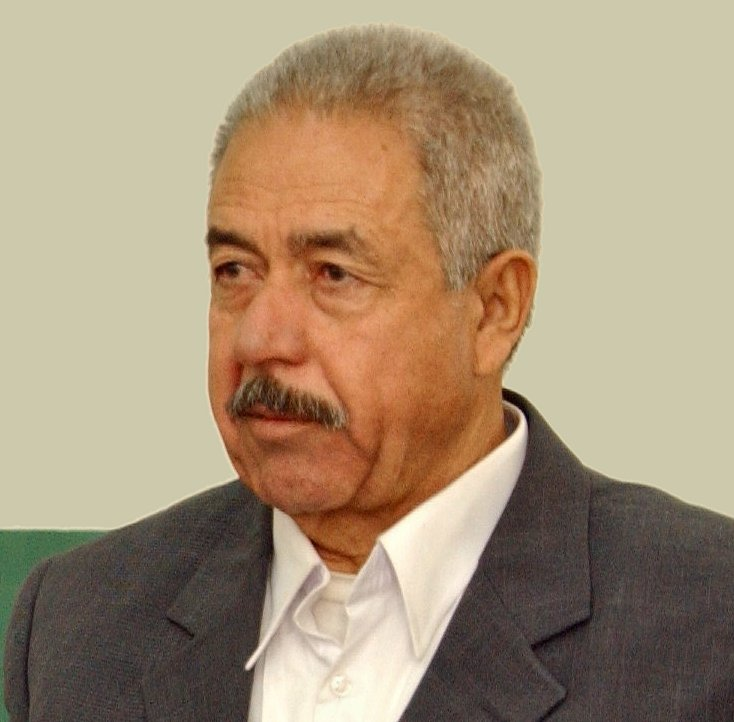
Ali Hassan al-Madżid, kuzyn Saddama Husajna, stojący na czele irackich wojsk.

Mimo porażek, jakich doznała armia iracka pod dowództwem Ali Hassan al-Madżida w pierwszych dwóch dniach bitwy, w nocy z 24 na 25 marca z miasta położonego na południe od An-Nasirijji, Kut, ruszyło irackie natarcie. By nie ryzykować utraty kontroli nad mostami, amerykańscy dowódcy postanowili przemieścić część sił na południe miasta, gdzie spodziewano się ataku. W nocy udała się tam grupa żołnierzy z 3. batalionu piechoty, Task Force Tarawa oraz później RCT (Regimental Combat Team), wzmocniona czołgami, pojazdami artyleryjskimi, samolotami oraz śmigłowcami Cobra. Z kolei siły LAR pozostały na północy miasta, strzegąc zdobytych mostów. Pierwsi na pole walki przybyli Amerykanie, którzy przed bitwą przygotowali sobie stanowiska. Gdy do An-Nasirijji dotarli Irakijczycy i rozpoczęły się walki, było jeszcze ciemno. Amerykanie rozgromili armię iracką, głównie dzięki wsparciu lotniczemu, i jeszcze przed świtem został odparty ostatni atak wroga. Szacuje się, iż w walkach mogło zginąć 200–300 irackich żołnierzy, około 300 wzięto do niewoli, przy czym po stronie amerykańskiej tylko jeden z marines odniósł rany. Była to pierwsza tak dotkliwa porażka wojska irackiego w tej wojnie.
W czasie nocnej bitwy amerykańskie samoloty zniszczyły wiele pojazdów i budynków cywilnych. Nie jest znana liczba ofiar wśród ludności cywilnej. Tuż przed końcem walk na miejsce starcia przybył oddział RCT.  Za zwłokę i niestawienie się na czas na polu boju dowództwo armii USA zwolniło później z funkcji dowódcę tej formacji, pułkownika Joego Dowdy'ego.
Do 27 marca opór armii irackiej ustał. Od tego czas Amerykanie tworzyli kolumnę mającą udać się w dalszą drogę, której celem był Bagdad. Do 29 marca w sporadycznych starciach udział brały małe grupy milicji Saddama, które atakowały marines z broni ręcznej i RPG. Ataki te były nieskoordynowane i fedaini ponosili w nich duże straty.

### Uwagi

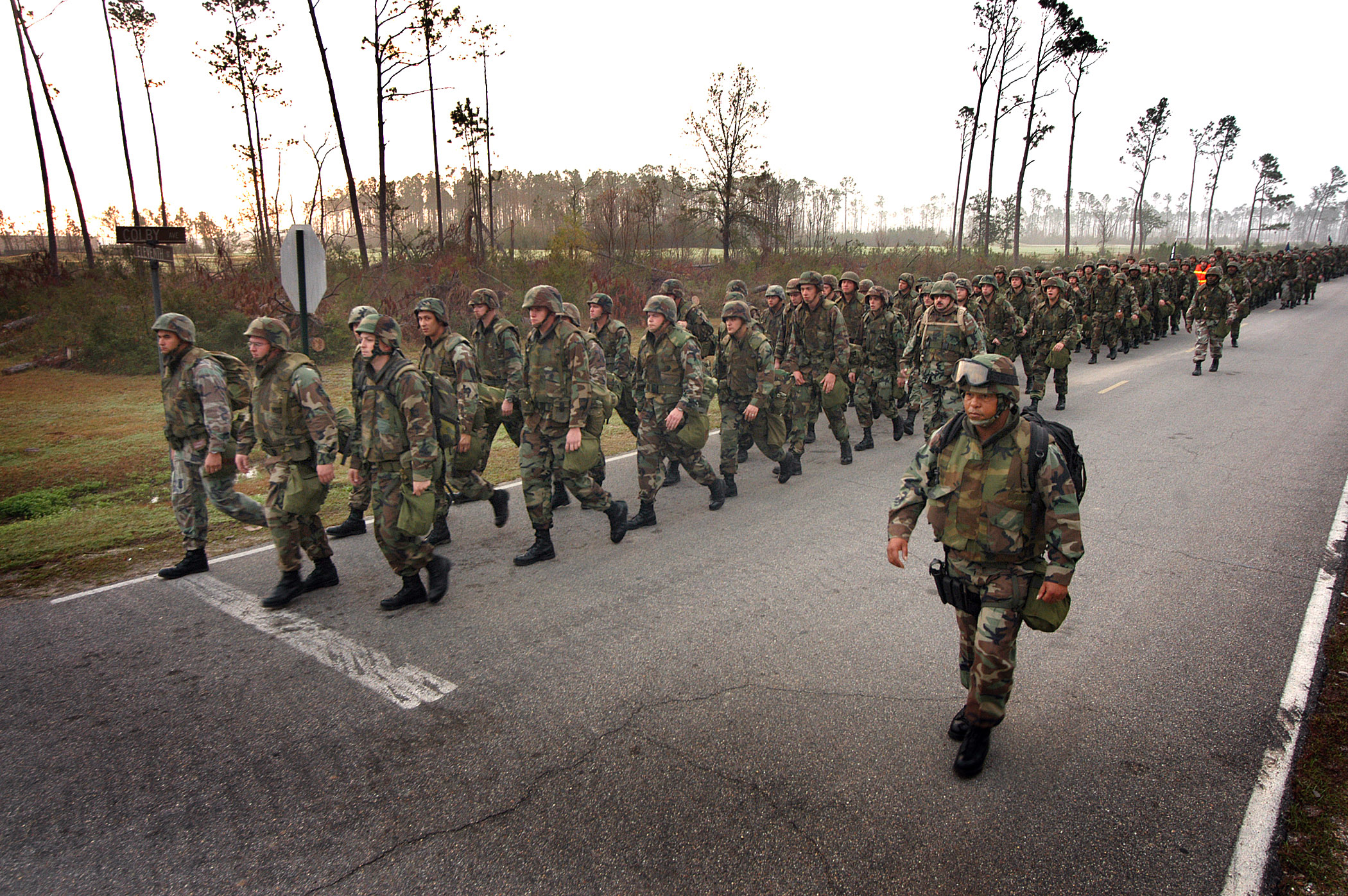
Batalion Marines

### Kalendarium bitwy
- 23 marca godz. 6:00 – w zasadzce na autostradzie ginie 11 Amerykanów
- 23 marca godz. 7:00 – akcja ratująca żołnierzy z zasadzki
- 23 marca południe, wieczór – walka (Ambush Alley) o mosty w An-Nasirijji – 17 zabitych Amerykanów
- 24 marca noc – do rzeki wpada czołg M1 Abrams, ginie dwóch amerykańskich żołnierzy
- 24 marca – objęcie kontroli nad mostami, sporadyczne wymiany ognia w dzień
- 25 marca – rusza ofensywa iracka w Kut, rozgrywa się nad ranem bitwa, w której ginie 200–300 Irakijczyków
- 27 marca – kapitulacja wojska irackiego w An-Nasirijji, Amerykanie tworzą kolumnę mającą się udać na Bagdad
- 29 marca – kapitulacja milicji fedainów Saddama, koniec walk w An-Nasirijji.

## Oddziały wojsk biorące udział w bitwie
USA
- - Task Force Tarawa
    - Regimental Combat Team 2

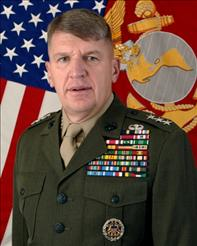
Gen. Richard Natonski dowódca wojsk amerykańskich

      - 2nd Light Armored Reconnaissance Battalion
      - 2nd Assault Amphibian Battalion
      - 2nd Marine Division
      - 1st Battalion 2nd Marines
      - 1st Battalion 10th Marines
        - Parachute Regiment

      - 2nd Battalion 8th Marines
      - 3rd Battalion 1st Marines
      - 3rd Battalion 2nd Marines

    - Marine Aircraft Group 29
    - 15th Marine Expeditionary Unit
    - 24th Marine Expeditionary Unit
    - 507th Maintenance Company

Irak
- - 11 Dywizja Armii Iraku
    - 23 Brygada
    - 45 Brygada
    - 47 Brygada
    - 21 Oddział Czołgów

  - Fedaini Saddama
  - Armia Al-Quds

## Lista zabitych amerykańskich żołnierzy
- Zabici w zasadzce na autostradzie:
  - Jamaal Rashard Addison
  - Edward Buggs
  - Robert John Dowdy
  - Ruben Estrella-Soto
  - Howard Johnson II
  - James Michael Kiehl
  - Johnny Villareal Mata
  - Lori Ann Piestewa
  - Ulysses Sloan
  - Donald Ralph Walters
  - Edward John Anguiano
- Zabici podczas akcji w Ambush Alley:
  - Michael Edward Bitz
  - David Keith Fribley
  - Jose Angel Garibay
  - Jorge Alonso Gonzalez
  - Phillip Andrew Jordan
  - Thomas Jonathan Slocum
  - Brian Rory Buesing
  - Randal Kent Rosacker
  - Michael Jason Williams
  - Patrick Ray Nixon
  - Brendon Curtis Reiss
  - Tamario Demetrice Burkett
  - Donald John Cline Jr.
  - Nolen Ryan Hutchings
  - Jonathan Lee Gifford
  - Kemaphoom "Ahn" Chanawongse
  - Evan Tyler James – utonął w Kanale Saddama
  - Bradley Steven Korthaus – utonął w Kanale Saddama